# Barrisca nannella
Barrisca nannella är en spindelart som beskrevs av Chamberlin och Ivie 1936. Barrisca nannella ingår i släktet Barrisca och familjen Trechaleidae. Inga underarter finns listade.